# Ekadashi
Ekadashi (sanskrit, IAST ekadaśī, Devanagari: एकादशी) est un mot utilisé dans l'hindouisme et le jaïnisme qui signale un jour de jeûne afin de purifier l'âme et le corps ; le yoga le recommande également.

## Étymologie
Étymologiquement ekadashi signifie « onze » : eka: « un » et dasha: « dix ».

## Signification
Ces journées d'ekadashi sont dédiées au dieu de la permanence Vishnu ; elles sont pour les adorateurs de Vishnu dénommées harivasar.

## Occurrence
Ekadashi est le onzième jour du demi-calendrier lunaire (lune croissante et lune décroissante). Ce onzième jour fait référence au calendrier lunaire divisé en deux moitiés (le calendrier lunaire entier compte 29 jours, en moyenne). Ainsi il y a deux ekadashis chaque mois, par rapport au calendrier occidental ; mais il arrive qu'il y ait trois ekadashis comme en septembre 2013. Le jour d'ekadashi tombe sur le onzième jour, ce qui correspond à peu près à une lune aux trois quarts lumineuse et, dans sa phase obscure aux trois quarts sombre. Cependant selon les obédiences, les hindous sont divisés sur le calcul précis d'ekadashi bien qu'une règle générale soit appliquée et validée par la majorité des croyants.
Dans le sikhisme, les Gurus du sikhisme ne recommandent pas spécialement un jour de jeûne ; la non-violence, la pondération et la tempérance au quotidien sont mis en exergue plutôt que le jeûne.